# Rényi Károly
Rényi Károly, született Richter Károly Árpád Géza (Bán, 1866. október 29. – Budapest, 1924. december 21.) könyvkereskedő, könyvkiadó, a magyarországi könyvkiadók és könyvkereskedők országos egyesülete budapesti könyvkereskedői szakosztályának elnöke.

## Életrajz
Rényi (Richter) István és Brestyánszky Anna fia. A gimnázium alsó osztályainak elvégzése után 1880-ban könyvkereskedői pályára lépett és 1894-ig Nyitrán, Debrecenben, Kolozsváron, Sopronban (ahol mint a kereskedelmi kör titkára közreműködött az ottani kereskedelem magyarosításán), Budapesten és Egerben működött. 1904-ben Budapestre költözött, és a Grill-féle udvari könyvkereskedés sortiment-vezetője volt. 1905-ben alapította a magyarországi könyvkereskedők központi bizottmányi üzletét Budapesten.
Házastársa Prokop Anna (1871–1954) volt, akivel 1893-ban Csákváron kötött házasságot. Gyermekeik Árpád és Valéria.
1924. december 21-én, délután 4 órakor hunyt el, életének 58., házasságának 32. évében. 1924. december 23-án, a Fiumei úti sírkertben helyezték örök nyugalomra, a római katolikus egyház szertartása szerint.
Cikkei, melyek a könyvkereskedéssel foglalkoznak, a Corvinában, szociálpolitikai cikkei pedig a Magyarországban jelentek meg.

## Művei
- A soproni magyar kereskedelmi kör XI. évi jelentése. Sopron, 1891.
- Irodalmi kalauz. A magyar nemzeti irodalom jelesebb műveinek jegyzéke, könyvkereskedők használatára. Bpest, 1899.
- Általános könyvjegyzék 1900 óta. Uo. Hét kötet.
- Magyar Könyvészet 1900 óta. Uo. (A Corvina havi melléklete.)
- Magyar könyvkereskedők Évkönyve. (Magyar könyvészet.) Uo. 1900-1904. Öt kötet.
- Bibliographica Hungarica 1902., 1904. Két kötet. (Különnyomat az Évkönyvből.)